# 이생규장전
이생규장전(李生窺墻傳)은 15세기 조선시대(세조)의 생육신인 김시습(金時習, 1435∼1493)이 쓴 한문 소설로  이생규장전의 '규'는 '엿보다는 뜻의 '규(窺)'이며, 장은 '담장 장(牆)'이라는 뜻으로 '이생이 담 너머를 엿본 이야기' 라는 뜻이다. 이 작품의 갈래는 고전소설, 한문소설이다. 작품의 전반부는 살아있는 남녀 사이의 사랑을 다루고 후반부는 산 남자와 죽은 여자 간의 사랑을 다루는 전기적인 요소가 강한 작품이다 공민왕 때 개성에 살던 이생(李生)이 주인공이다. 원본은 전하지 않고 일본 동경에서 목판본으로 간행된 작자의 소설집 《금오신화》(金鰲新話)에 실려 있다. 국내의 것으로는 김집(金集, 1574 ~ 1656)의 수택본 한문소설집에 ＜만복사저포기＞(萬福寺樗蒲記)와 더불어 필사된 것이 있다.

## 응용 작품
- 국립창극단 김시습 〈금오신화〉중 ‘이생규장전’(1993년)
- 국립국악원의 정가극 '영원한 사랑 이생규장전' (2012, 2013년)
- 이생규장전(Lee-Saeng's Story, 2006, 한국), 애니메이션 6분, 감독 김인웅

## 같이 보기
- 금오신화
- 〈만복사저포기〉(萬福寺樗蒲記)
- 〈취유부벽정기〉(醉遊浮碧亭記)
- 〈남염부주지〉(南炎浮洲志)
- 〈용궁부연록〉(龍宮赴宴錄)